# Reinoud I van Nevers
Reinoud I van Nevers (circa 1000 - Seignelay, 29 mei 1040) was van 1016 tot aan zijn dood graaf van Auxerre en van 1028 tot aan zijn dood graaf van Nevers. Hij behoorde tot het huis Nevers.

## Levensloop
Reinoud I was een zoon van graaf Landerik van Nevers uit diens huwelijk met Mathilde, dochter van graaf Otto Willem van Bourgondië.
Hij huwde in januari 1016 met Adelheid (1003-1063), de oudste dochter van koning Robert II van Frankrijk. Ze kreeg als bruidsschat het graafschap Auxerre mee. Na de dood van zijn vader in 1028 werd Reinoud ook graaf van Nevers.
In 1040 sneuvelde Reinoud in een oorlog tegen hertog Robert I van Bourgondië. Hij werd bijgezet in de Saint-Germainabdij van Auxerre.

## Nakomelingen
Reinoud en zijn echtgenote Adelheid kregen volgende kinderen:
- Willem I (overleden in 1098), graaf van Nevers, Auxerre en Tonnerre
- Hendrik (1056 - na 1096)
- Gwijde (1056 - na 1081), geestelijke
- Robert (overleden in 1098), heer van Craon
- Aélis, huwde met heer Godfried II van Semur-en-Brionnais